# Odafent vagy, Uram? Én vagyok az, Jézus
Az Odafent vagy, Uram? Én vagyok az, Jézus (Are You There God? It's Me, Jesus.) a South Park című animációs sorozat 47. része (a 3. évad 16. epizódja). Elsőként 1999. december 29-én sugározták az Egyesült Államokban.
Az epizódban a South Park-i lakosok az új, 3. évezredre készülnek, eközben Stan Marsh aggódik, mert barátai korábban kezdtek el „serdülni”, mint ő… (Az új évezred valójában egy évvel később kezdődött.)

## Cselekmény
|  | Alább a cselekmény részletei következnek! |

Ahogy 1999 véget ér, Eric Cartman felfedezi, hogy vér szivárog a végbeléből, emiatt tévesen azt hiszi, megjött a menzesze. Gúnyolni kezdi a többieket, amiért ők még nem kezdtek el serdülni, de nem tudja, hogy a vérzést valójában egy enyhe bélfertőzés okozza. Később Kenny McCormick szintén hasonló tüneteket fedez fel, Kyle Broflovski pedig, hogy ne maradjon el barátaitól, azt hazudja, hogy neki is megjött a vérzése. A fiúk következésképpen magára hagyják Stant, mert szerintük ő még nem elég érett hozzájuk. Stan imádkozni kezd azért, hogy ő is serdülni kezdjen, de amikor nem jár sikerrel, felkeresi az őrült South Park-i tudóst, dr. Mephistót, és hormonokat kezd el szedni. Noha ettől szakálla, majd melle is nő, valamint mélyebb lesz a hangja, de továbbra sem kezd el vérezni. Eközben Kenny váratlanul meghal; a kórházban kiderül, hogy tampont használt, ami elzárta a vérzés útját, és ennek következtében Kenny felrobbant.
Az emberek a világ minden tájáról Jézus háza elé özönlenek, mert úgy gondolják, az új millennium alkalmával Istennek meg kellene jelennie. Jézus kapcsolatba lép apjával és próbálja rávenni, hogy jelenjen meg, de ő ezt elutasítja, mert szerinte az emberiség erre még nem áll készen. Jézus végül szervez egy Las Vegas-i koncertet, ahová szerződteti Rod Stewartot. Tömegével érkeznek látogatók, mert szárnyra kap egy mendemonda, miszerint Isten is megjelenik a rendezvényen. A tömeg összegyűlik Las Vegasban, a koncerten, de az emberek felbőszülnek Rod Steward gyenge színpadi fellépésén (akit az epizódban annyira öregnek és magatehetetlennek ábrázolnak, hogy tolókocsival jár és nem tudja használni a vécét, továbbá egy ápolónő felügyelete alatt él, aki gondoskodik ezen egészségügyi problémáiról). Miközben mindenki Jézus ellen fordul és ismét keresztre akarják feszíteni, Stan megkérdezi tőle, Isten miért nem hallgatja meg az imáit; Jézus elmagyarázza, hogy ha Isten mindent megoldana helyettünk, akkor nem maradna értelme az életnek.
Isten hirtelen megérkezik (a külsejével sokkolja a tömeget, mivel egy kis vízilószerű lényként jelenik meg) és felajánlja, hogy válaszol egy kérdésre. Mielőtt a tömeg kigondolna egy kérdést (például, hogy mi a létezés és az élet értelme), Stan felteszi a sajátját: miért nem jött még meg a vérzése. Isten elmagyarázza neki, hogy a fiúk nem menstruálnak, Cartmanék egy bélfertőzés miatt véreznek, Kyle pedig hazudott. Ezután Isten visszatér a mennybe, és közli, hogy legközelebb 2000 év múlva fog újabb kérdésre válaszolni. Stan a választ hallva megkönnyebbülten énekelni kezd, de a feldühödött tömeg a kérdezési lehetőség elpazarlása miatt rátámad.

## Fogadtatás
Kritikájában Travis Fickett azt írja, hogy az „'Odafent vagy, Uram? Én vagyok az, Jézus' egy korai példája a készítők vallással kapcsolatos metsző humorának.” Fickett hozzáteszi: „Az epizód talán nem emelkedik a klasszikus South Park-részek sorába, de jó példa arra, hogy miért a South Park az egyik legértelmesebb televíziós műsor”. A kritikus összességében 10-ből 8,2 pontra értékelte az epizódot.

## Utalás
Amikor Jézus mondja hogy mindenki meg van hívva a partira egyik táblán a Y2K 2000 (szám)  található ami utalás volt a közeledő számítógépes rendszer fenyegető összeomlására.